# Музиле ди Пјаве
Музиле ди Пјаве (итал. Musile di Piave) је насеље у Италији у округу Венеција, региону Венето.
Према процени из 2011. у насељу је живело 7652 становника. Насеље се налази на надморској висини од 1 м.

## Становништво
Према резултатима пописа становништва 2011. у општини је живело 11.518 становника.
| 1931. | 1936. | 1951. | 1961. | 1971. | 1981. | 1991. | 2001.  | 2011.  |
| ----- | ----- | ----- | ----- | ----- | ----- | ----- | ------ | ------ |
| 6.933 | 7.772 | 8.135 | 7.152 | 8.654 | 9.497 | 9.740 | 10.249 | 11.518 |